# Portimonense S.C.
Portimonense Sporting Clube là một câu lạc bộ thể thao Bồ Đào Nha có trụ sở tại Portimão. Được thành lập vào ngày 14 tháng 8 năm 1914, đáng chú ý nhất là đội bóng đá chuyên nghiệp hiện đang chơi ở Primeira Liga, giải đấu hàng đầu của bóng đá Bồ Đào Nha. Câu lạc bộ cũng có nhiều đội trẻ khác nhau và một đội cựu chiến binh trong bóng đá, cũng như các đội bóng rổ.
Tọa lạc tại thành phố lớn thứ hai của Algarve, sân vận động của câu lạc bộ, sân vận động Thành phố Portimão, có sức chứa 9.544 chỗ ngồi sau khi được cải tạo vào đầu năm 2011. Câu lạc bộ chưa bao giờ giành được bất kỳ danh hiệu lớn nào, nhưng đã tham gia Primeira Liga trong nhiều mùa giải.
Đỉnh cao của Portimonense là vào những năm 1980, một thập kỷ mà câu lạc bộ chỉ chơi bóng ở giải hạng cao nhất, đồng thời thi đấu ở UEFA Cup năm 1985–86. Họ đã ba lần vào đến bán kết Taça de Portugal vào các năm 1983, 1987 và 1988.

## Cầu thủ

### Đội hình hiện tại
Tính đến ngày 31/1/2024
Ghi chú: Quốc kỳ chỉ đội tuyển quốc gia được xác định rõ trong điều lệ tư cách FIFA. Các cầu thủ có thể giữ hơn một quốc tịch ngoài FIFA.
| Số | VT | Quốc gia   | Cầu thủ                                 |
| -- | -- | ---------- | --------------------------------------- |
| 1  | TM | Brasil     | Gabriel Souza (mượn từ Bahia)           |
| 4  | HV | Brasil     | Thiago Dombroski (mượn từ Coritiba)     |
| 5  | TV | Cameroon   | Stève Mvoué                             |
| 6  | TV | Bồ Đào Nha | Ricardo Sousa                           |
| 7  | TĐ | Bulgaria   | Sylvester Jasper                        |
| 8  | TV | Nhật Bản   | Taichi Fukui (mượn từ Bayern Munich II) |
| 9  | TĐ | Bồ Đào Nha | Tamble Monteiro                         |
| 10 | TĐ | Cabo Verde | Hildeberto Pereira                      |
| 11 | TV | Brasil     | Carlinhos (đội trưởng)                  |
| 12 | TM | Brasil     | Vinícius Silvestre                      |
| 13 | TV | Brasil     | Dener                                   |
| 14 | HV | Sénégal    | Moustapha Seck                          |
| 17 | TV | Brasil     | Davis Silva                             |
| 18 | HV | Bồ Đào Nha | Gonçalo Costa                           |
| 19 | TĐ | Ecuador    | Ronie Carrillo                          |
| 20 | TV | Bồ Đào Nha | Paulo Estrela                           |

| Số | VT | Quốc gia     | Cầu thủ                               |
| -- | -- | ------------ | ------------------------------------- |
| 22 | HV | Bồ Đào Nha   | Filipe Relvas                         |
| 23 | HV | Hàn Quốc     | Lee Ye-chan                           |
| 25 | TV | Brasil       | Lucas Ventura                         |
| 27 | HV | Bồ Đào Nha   | Guga                                  |
| 28 | TĐ | Brasil       | Luan Campos (mượn từ América Mineiro) |
| 30 | TĐ | Hàn Quốc     | Kim Yong-hak                          |
| 32 | TM | Nhật Bản     | Kosuke Nakamura                       |
| 33 | HV | Brasil       | Igor Formiga                          |
| 43 | HV | Brasil       | Alemão                                |
| 44 | HV | Brasil       | Pedrão                                |
| 70 | TĐ | Bồ Đào Nha   | Rodrigo Martins                       |
| 76 | HV | Bồ Đào Nha   | Rafael Alcobia                        |
| 77 | TĐ | Cabo Verde   | Hélio Varela                          |
| 85 | TĐ | Guiné-Bissau | Midana Cassamá                        |
| 88 | TM | Brasil       | João Victor                           |
| 99 | TV | Brasil       | Zinho (mượn từ Grêmio)                |